# Maranta linearis
Maranta linearis är en strimbladsväxtart som beskrevs av Bengt Lennart Andersson. Maranta linearis ingår i släktet Maranta och familjen strimbladsväxter. Inga underarter finns listade.